# Martí Tauler i Pruneda
Martí Tauler i Pruneda (Palafrugell, 21 de març de 1888 - Rubí, 29 de desembre de 1947) fou un pedagog català.
Arriba a Rubí el 1916 on desenvolupa la tasca de mestre a les Escoles Ribas. El 6 d'octubre de 1919 morí a Rubí amb vint-i-dos anys la seva primera muller, Josepa Ribó i Juaní, amb qui s'havia casat a Palamós el dia 16 d'agost del mateix any. El 4 de setembre de 1930 es casà en segones núpcies, a Sant Climent de Peralta, amb Mercè Massich i Vilar, de Calonge.
El primer de març del 1931, amb motiu de la jubilació de Joan Bosch i Cusí, fou nomenat director en propietat de les Escoles Ribas, càrrec que ocupà fins al 27 de juliol de 1939, després d'acabada la Guerra Civil, quan fou destituït pel règim franquista i empresonat a la presó Model durant tres anys (1939 a 1942), acusat de francmaçó, separatista i socialista. El resultat del procediment sumaríssim va ser d'absolució.
A més del vessant docent, és l'iniciador de l'obra dels Homenatges a la Vellesa a Rubí. Col·labora en els setmanaris rubinencs Saba Nova i Endavant. Va ser director del Butlletí dels Mestres de Catalunya. Impulsa la cultura a les classes populars.
En record del mestre Martí Tauler la biblioteca pública de Rubí porta el seu nom des de l'11 de setembre del 1987, quan va ser inaugurat el Complex Cultural de l'Escardívol, que és l'edifici on s'ubicava.